# Lamprolabus dajacus
Lamprolabus dajacus es una especie de coleóptero de la familia Attelabidae.

## Distribución geográfica
Habita en Malasia y Sumatra en (Indonesia).